# Buesaco
Buesaco è un comune della Colombia facente parte del dipartimento di Nariño.
Il centro abitato venne fondato dal Capitano Cazanzola con l'appoggio di Sebastián de Belalcazar nel 1618.